# Die schottische Selbstmord-Serie
Die schottische Selbstmord-Serie (Originaltitel: The Case of the Constant Suicides) ist ein 1941 von John Dickson Carr veröffentlichter Kriminalroman. Wie viele andere Werke Carrs dreht sich der Roman um einen Mord in einem verschlossenen Raum.

## Handlung
Der Geschichtsprofessor Dr. Alan Campell wird nach dem Tod seines Verwandten Angus Campell zu einer Familienkonferenz in das schottische Inveraray einberufen.
Angus Campell hatte, nachdem sein Geschäft mit Speiseeis scheiterte, vor seinem Tod eine Vielzahl Lebensversicherungen abgeschlossen und stürzte wenige Tage danach aus seinem, von innen verriegelten, Turmzimmer. Die Versicherung, vertreten durch den angereisten Walter Chapman, weigert sich, aufgrund einer Selbstmord-Klausel im Vertrag, die ausstehende Summe zu zahlen. Am Abend seines Todes hatte Campell Streit mit einem ehemaligen Geschäftspartner namens Alec Forbes, dieser trug laut Campell eine Hundebox mit sich, welche sich jedoch nach seinem Rauswurf nicht auffinden ließ und erst am Morgen nach Campells Tod leer in dessen Zimmer unter dem Bett gefunden wurde.
Da Alans Vetter Colin Campell an einen Mord glaubt, ruft er seinen Freund Dr. Gideon Fell, um den Fall zu lösen.
Als ein Fahrer im Dorf behauptet, am Fenster des Turmes einen Geist gesehen zu haben, entschließt sich Colin Campell, ebenfalls in diesem zu schlafen, stürzt jedoch in der folgenden Nacht auf die gleiche Art und Weise wie Angus Campell aus dem Fenster und überlebt schwer verletzt.
Es gelingt Dr. Fell, Alec Forbes ausfindig zu machen, dieser hat sich jedoch scheinbar in seinem verschlossenen Haus erhängt und ein Geständnis des Mordes an Angus Campell und des versuchten Mordes an Colin Campell hinterlassen. Fell kann allerdings nachweisen, dass Forbes ermordet wurde.
Zudem schlussfolgert Fell, dass Angus Campell tatsächlich Selbstmord beging. Die von ihm erwähnte Box hatte er selber unter dem Bett versteckt, darin befand sich Trockeneis, welches er aufgrund seines gescheiterten Geschäftsmodells besaß. Campells Plan war es, vorzutäuschen, Forbes habe dieses Eis dort platziert, woraufhin das durch Schmelzen freigesetzte Kohlendioxyd  Campell in seinem Schlaf getötet hätte. Da dieser jedoch die erstickende Wirkung des Gases nicht aushalten konnte, wich er von seinem ursprünglichen Plan ab, öffnete panisch das hohe Fenster und stürzte sich hinaus. Mit der ausgezahlten Lebensversicherung wollte Campell seine Familie versorgen.
Nach Gesprächen mit der örtlichen Bürgerwehr kann Dr. Fell auch den Täter hinter dem Mordversuch an Colin Campell identifizieren. Es handelt sich um den Versicherungsvertreter Walter Chapman, dessen eigentlicher Name Walter Chapman Campell lautet und der in Wahrheit der Sohn von Angus und Collin Campells Bruder Robert und somit Teil der Erbfolge ist. Dieser half Campell beim Vorbereiten seines Selbstmordes und plante anschließend, den Erben Colin Campell mittels der gleichen Trockeneis-Methode aus dem Weg zu räumen, um selbst an das Erbe zu gelangen, welches seine Versicherung aufgrund des scheinbaren Mordes hätte auszahlen müssen. Fell erläutert ferner, dass Chapman Forbes’ Selbstmord vortäuschte und mithilfe einer Angel dessen Haustür durch die vergitterten Fenster von außen verschloss. Chapman war es auch, der in Verkleidung als der Geist in Campells Turmzimmer auftrat. Als Beweis für seine Behauptungen präsentiert Fell die Aussagen der lokalen Bürgerwehr, welche in der vorherigen Nacht Chapmans Wagen am Haus von Alec Forbes beobachteten.
Anstatt Chapman der Polizei auszuliefern, bietet Dr. Fell ihm an, das Land sofort und straffrei zu verlassen, sofern er die Versicherungssumme den verbliebenen Mitgliedern der Familie Campell, darunter dem pflegebedürftigen Colin Campell, überlässt. Chapman akzeptiert das Angebot.

## Auszeichnungen
2014 wurde der Roman vom Guardian in der Liste The top 10 locked-room mysteries auf Platz 9 gesetzt.